# Очеретянка (амфібія)
Очеретянка (Hyperolius) — рід земноводних з родини жаби-стрибунці ряду безхвостих. Має 132 види.

## Опис
Дрібних розмірів жаби зі струнким витягнутим тілом, зовні дуже схожі на представників близького роду Afrixalus. Відмітною особливістю є горизонтальна зіниця. У більшості видів самці трохи дрібніше за самиць. Самці мають розвинений голосовий мішок. Барабанна перетинка зазвичай погано помітна. На кінцях пальців є присоски, перетинка на лапах присутня, проте неоднаково розвинута у різних видів. Шкіра гладенька з великою кількістю чудово виражених залоз.
Забарвлення дуже різнобарвне. Очеретянки виявляють дива маскування, імітуючи листя різних рослин, травинки і сухе листя. Забарвлення виду залежить від субстрату, на якому він мешкає. Основні кольори: зелений, бурий, чорний, білуватий. Для цих амфібій доволі характерний малюнок з різного кольору смуг або розташованих поздовжніми рядками плям.

## Спосіб життя
Полюбляють савани, чагарники, ліси. Значний час проводять на деревах. Активні переважно у присмерку. Живляться дрібними безхребетними.
Для розмноження використовують різні стоячі тимчасові водойми. Більшість видів приклеюють кладки на листя і злаки водних рослин, високо над поверхнею води. Декілька видів відкладають ікру у воду.

## Розповсюдження
Мешкають на південь від пустелі Сахари в Африці.

## Види
- Hyperolius acuticephalus Ahl, 1931
- Hyperolius acuticeps Ahl, 1931
- Hyperolius acutirostris Buchholz & Peters, 1875
- Hyperolius ademetzi Ahl, 1931
- Hyperolius adspersus Peters, 1877
- Hyperolius albofrenatus Ahl, 1931
- Hyperolius argus Peters, 1854
- Hyperolius atrigularis Laurent, 1941
- Hyperolius balfouri (Werner, 1908)
- Hyperolius baumanni Ahl, 1931
- Hyperolius benguellensis (Bocage, 1893)
- Hyperolius bicolor Ahl, 1931
- Hyperolius bobirensis Schiøtz, 1967
- Hyperolius bocagei Steindachner, 1867
- Hyperolius bolifambae Mertens, 1938
- Hyperolius bopeleti Amiet, 1980
- Hyperolius brachiofasciatus Ahl, 1931
- Hyperolius camerunensis Amiet, 2004
- Hyperolius castaneus Ahl, 1931
- Hyperolius chelaensis Conradie, Branch, Measey & Tolley, 2012
- Hyperolius chlorosteus (Boulenger, 1915)
- Hyperolius chrysogaster Laurent, 1950
- Hyperolius cinereus Monard, 1937
- Hyperolius cinnamomeoventris Bocage, 1866
- Hyperolius concolor (Hallowell, 1844)
- Hyperolius cystocandicans Richards & Schiøtz, 1977
- Hyperolius diaphanus Laurent, 1972
- Hyperolius dintelmanni Lötters & Schmitz, 2004
- Hyperolius discodactylus Ahl, 1931
- Hyperolius endjami Amiet, 1980
- Hyperolius fasciatus (Ferreira, 1906)
- Hyperolius ferreirai Noble, 1924
- Hyperolius ferrugineus Laurent, 1943
- Hyperolius frontalis Laurent, 1950
- Hyperolius fuscigula Bocage, 1866
- Hyperolius fusciventris Peters, 1876
- Hyperolius ghesquieri Laurent, 1943
- Hyperolius glandicolor Peters, 1878
- Hyperolius gularis Ahl, 1931
- Hyperolius guttulatus Günther, 1858
- Hyperolius horstockii (Schlegel, 1837)
- Hyperolius houyi Ahl, 1931
- Hyperolius hutsebauti Laurent, 1956
- Hyperolius igbettensis Schiøtz, 1963
- Hyperolius inornatus Laurent, 1943
- Hyperolius jackie Dehling, 2012
- Hyperolius kachalolae Schiøtz, 1975
- Hyperolius kibarae Laurent, 1957
- Hyperolius kihangensis Schiøtz & Westergaard, 1999
- Hyperolius kivuensis Ahl, 1931
- Hyperolius kuligae Mertens, 1940
- Hyperolius lamottei Laurent, 1958
- Hyperolius langi Noble, 1924
- Hyperolius lateralis Laurent, 1940
- Hyperolius laticeps Ahl, 1931
- Hyperolius laurenti Schiøtz, 1967
- Hyperolius leleupi Laurent, 1951
- Hyperolius leucotaenius Laurent, 1950
- Hyperolius lucani Rochebrune, 1885
- Hyperolius maestus Rochebrune, 1885
- Hyperolius major Laurent, 1957
- Hyperolius marginatus Peters, 1854
- Hyperolius mariae Barbour & Loveridge, 1928
- Hyperolius marmoratus Rapp, 1842
- Hyperolius minutissimus Schiøtz, 1975
- Hyperolius mitchelli Loveridge, 1953
- Hyperolius molleri (Bedriaga, 1892)
- Hyperolius montanus (Angel, 1924)
- Hyperolius mosaicus Perret, 1959
- Hyperolius nasicus Laurent, 1943
- Hyperolius nasutus Günther, 1865
- Hyperolius nienokouensis Rödel, 1998
- Hyperolius nimbae Laurent, 1958
- Hyperolius nitidulus Peters, 1875
- Hyperolius obscurus Laurent, 1943
- Hyperolius occidentalis Schiøtz, 1967
- Hyperolius ocellatus Günther, 1858
- Hyperolius parallelus Günther, 1858
- Hyperolius pardalis Laurent, 1948
- Hyperolius parkeri Loveridge, 1933
- Hyperolius phantasticus (Boulenger, 1899)
- Hyperolius pickersgilli Raw, 1982
- Hyperolius picturatus Peters, 1875
- Hyperolius pictus Ahl, 1931
- Hyperolius platyceps (Boulenger, 1900)
- Hyperolius polli Laurent, 1943
- Hyperolius polystictus Laurent, 1943
- Hyperolius poweri Loveridge, 1938
- Hyperolius protchei Rochebrune, 1885
- Hyperolius pseudargus Schiøtz & Westergaard, 1999
- Hyperolius puncticulatus (Pfeffer, 1893)
- Hyperolius punctulatus (Bocage, 1895)
- Hyperolius pusillus (Cope, 1862)
- Hyperolius pustulifer Laurent, 1940
- Hyperolius pyrrhodictyon Laurent, 1965
- Hyperolius quadratomaculatus Ahl, 1931
- Hyperolius quinquevittatus Bocage, 1866
- Hyperolius rhizophilus Rochebrune, 1885
- Hyperolius rhodesianus Laurent, 1948
- Hyperolius riggenbachi (Nieden, 1910)
- Hyperolius robustus Laurent, 1979
- Hyperolius rubrovermiculatus Schiøtz, 1975
- Hyperolius sankuruensis Laurent, 1979
- Hyperolius schoutedeni Laurent, 1943
- Hyperolius seabrai (Ferreira, 1906)
- Hyperolius semidiscus Hewitt, 1927
- Hyperolius sheldricki Duff-MacKay & Schiøtz, 1971
- Hyperolius soror (Chabanaud, 1921)
- Hyperolius spatzi Ahl, 1931
- Hyperolius spinigularis Stevens, 1971
- Hyperolius steindachneri Bocage, 1866
- Hyperolius stenodactylus Ahl, 1931
- Hyperolius substriatus Ahl, 1931
- Hyperolius swynnertoni FitzSimons, 1941
- Hyperolius sylvaticus Schiøtz, 1967
- Hyperolius tanneri Schiøtz, 1982
- Hyperolius thomensis Bocage, 1886
- Hyperolius thoracotuberculatus Ahl, 1931
- Hyperolius tornieri Ahl, 1931
- Hyperolius torrentis Schiøtz, 1967
- Hyperolius tuberculatus (Mocquard, 1897)
- Hyperolius tuberilinguis Smith, 1849
- Hyperolius ukaguruensis  Lawson, Loader, Lyakurwa & Liedtke, 2023
- Hyperolius veithi Schick, Kielgast, Rödder, Muchai, Burger & Lötters, 2010
- Hyperolius vilhenai Laurent, 1964
- Hyperolius viridiflavus (Duméril & Bibron, 1841)
- Hyperolius viridigulosus Schiøtz, 1967
- Hyperolius viridis Schiøtz, 1975
- Hyperolius watsonae Pickersgill, 2007
- Hyperolius wermuthi Laurent, 1961
- Hyperolius xenorhinus Laurent, 1972
- Hyperolius zonatus Laurent, 1958